# كأس الجزائر 2004–05
كأس الجزائر 2004–05 هو موسم من كأس الجزائر. أشرف على تنظيمه الإتحاد الجزائري لكرة القدم، وفاز فيه جمعية الشلف.